# 윌리엄 볼컴
윌리엄 엘든 볼컴(William Elden Bolcom, 1938년 5월 26일 ~ )은 미국의 작곡가이자 피아니스트이다. 그는 피아노 음악을 포함한 실내악, 오페라, 성악, 관현악단을 위한 음악(교향곡)을 작곡한 작곡가이다. 그는 퓰리처상, 미국 국가예술훈장, 그래미상, 디트로이트 음악상을 받았으며 2007년 뮤지컬 아메리카가 선정한 올해의 작곡가로 선정되었다. 그는 1973년부터 2008년까지 미시간 대학교에서 작곡을 가르쳤다. 그는 메조소프라노 조안 모리스와 결혼했다.
그는 워싱턴 주 시애틀에서 태어났다. 11세에 워싱턴 대학교에 입학하여 조지 프레데릭 맥케이(George Frederick McKay), 존 베랠(John Verrall)과 함께 작곡을 공부하고 피아노를 배웠다. 그는 나중에 석사 학위를 취득하는 동안 다리우스 미요와, DMA(Doctor of Musical Arts, 음악 박사학위 과정)를 공부하는 동안 스탠퍼드 대학교에서 리랜드 스미스와, 파리국립고등음악무용원에서 올리비에 메시앙과 함께 공부하여 2등 작곡상을 받았다.

## 경력
그는 1988년 피아노를 위한 12개의 새로운 연습곡으로 퓰리처상을 수상했다. 1994년 가을 그는 미시간 대학교 작곡과의 교수로 지명되었다. 2006년에는 미국 국가예술훈장을 받았다. 그가 가르쳤던 학생들은 Babriela Lena Frank, Carter Pann, Elena Ruehr, Derek Bermel, Joel Puckett 그리고 David T. Little이 있다.
피아니스트로서 그는 1975년에 결혼한 조안 모리스와 공동으로 자주 연주하고 녹음했다. 그들은 그래미상 후보에 오른 After the Ball, 인기 곡 모음을 시작으로 24개 이상의 앨범을 함께 녹음했다. 주로 녹음하고 공연했던 작품들은 19세기 말, 20세기 초의 헨리 러셀(Henry Russell), 헨리 클레이 워크(Henry Clay Work)을 포함한 작곡가들의 뮤지컬 음악, 행상 노래(19세기 미국의 작곡가들이 집에서 노래하는 아마추어 음악가들을 위해 작곡한 노래)였다.
솔리스트로서 볼컴은 조지 거슈윈, 다리우스 미요 및 여러 클래식 래그타임 작곡가의 음악뿐만 아니라 자신의 작품을 녹음했다.  

## 작품
모든 작품 리스트
그는 11살 때 첫 작품을 작곡했다. 초기의 작품은 로이 해리스와 벨라 바르톡의 영향을 받았다. 1960년대에 피에르 불레즈, 카를하인츠 슈토크하우젠, 루치아노 베리오의 영향을 받아 변형된 총렬주의 기법을 이용하기 시작했다. 이후 다양한 음악 기법들을 포용하면서 팝 음악과 예술 음악의 경계를 허물고자 했다.   

### 오페라
그는 4개의 오페라를 작곡하였다. 그 중 McTeague, A View from the Bridge, A Wedding은 미국의 오페라 악단 Lyric Opera of Chicago(Dennis Russel Davies 단장)가 초연했다. McTeague는 프랭크 노리스의 소설에 기반을 두고 있다. 나머지 작품들은 문학가 Arnold Weinstein가 작성하였다. 모든 부분을 그가 완성한 것은 아니다. A View from the Bridge는 아서 밀러와 함께 완성되었으며, A Wedding은 로버트 올트만과 존 콘시다인의 모션 픽쳐(영화의 옛 용어)을 기반으로 하여 만들어졌다. 
4번째 오페라인 Dinner at EightI는 조지 S. 코프먼과 에드나 퍼버의 작품을 기반으로 하여 마크 캠벨이 작성하였다.  

### 협주곡
그는 Lyric Concerto for Flute and Orchestra for James Galway, the Concerto in D for Violin and Orchestra for Sergiu Luca, the Concerto for Clarinet and Orchestra for Stanley Drucker, Concert Suite for alto saxophone and band(1998)를 작곡했다. Gary Graffman과 Leon Fleisher에게 Gaea for two pianos and orchestra를 작곡하였다. 그는 오른손으로 연주를 하지 못하는 두 사람을 위해 왼손으로 연주될 수 있게 작곡했다. 이 작품은 피아노 파트와 오케스트라 파트를 적절히 조절하여 3개의 다른 형식으로 연주할 수 있다는 특징이 있다. 오페라와 협주곡 외에도 바이올린 소나타, 래그타임 음악 등을 작곡했다.

### Songs of Innocence and of Experience
독창가, 성악가, 오케스트라를 위한 3시간 길이의 곡이다. 25년 동안 작곡한 모든 작품의 정점이다.
17세의 나이에 그는 윌리엄 블레이크의 Songs of Innocence and od Experience의 시들 전체를 음악으로 옮기고 싶었다. 시 안에 있는 다양한 음악적 아이디어와 기법들을 이해해 가면서 그의 음악을 완성하기 위해 다양한 스타일의 음악적 문법이 필요하다고 생각했다. 이 깨달음이 음악이 계층으로 나뉘어서는 안되며, 음악 장르 사이의 뚜렷한 차이는 존재하지 않는다는 그만의 아이디어를 북돋게 하는 계기가 되었다. 
그는 5음계를 사용하는 현대 클래식 스타일, 톤 클래식 스타일(조성음악), 블루그래스, 컨트리, 소울, 포크 보드빌, 록 뮤지컬, 레게 등 다양한 음악 스타일과 장르를 음악에 접목시켰다. 색소폰, 기타, 일렉 기타, 베이스 기타, 하모니카, 일렉 바이올린, "컨트리, 록, 포크 가수"와 같은 악기는 전통 오케스트라에서는 일반적으로 사용되지 않는다. 하지만 그는 자신이 선택한 장르에서 사용되는 악기를 사용했다.
낙소스 레코드에 따르면 1984년 슈투트가르트 오페라에서 초연된 이 곡은 이후 앤아버, 일리노이주 시카고의 그랜트 파크, 브루클린 음악원, 세인트루이스, 카네기홀, 런던 로열 페스티벌 홀에서 공연되었으며, 이후 레너드 슬랫킨의 지휘 아래 BBC 교향악단이 연주했다.
2004년 낙소스 레코드는 미시간 대학교 음악대학, 연극 및 무용 심포니 오케스트라, 같은 대학의 학생 합창단, 대학 음악 협회 합창단, 미시간 주립 대학교 어린이 합창단, 다양한 솔로 악기 연주자 및 가수(조안 모리스도 함께 참여하였다)가 참여한 힐 오디토리움에서 현장 녹음으로 이 곡을 제작했다. 2006년에는 그래미 어워드에서 최우수 합창 공연상, 최우수 클래식 현대 작곡상, 최우수 클래식 앨범상, 올해의 최우수 프로듀서상, 클래식 부문 등 4개 부문을 수상했다.
작곡가이자 비평가인 로버트 칼은 그가 겉보기에 이질적인 장르의 음악을 비꼬는 것 없이 "동등한 파트너로서" "대중 음악에 대한 사랑과 이해"로, "진정성"으로 썼다고 평가했다.

## 수상
- 2021: Michael Ludwig Nemmers Prize in Music Composition[7], awarded by the Bienen School of Music at Northwestern University
- 2019: William Bolcom and Joan Morris received the Arts Alliance Medal for Arts, Sciences and Humanities - Lifetime Achievement
- 2014: Paul Revere Prize for Graphic Design
- 2011: Recipient of American Music Center Letter of Distinction
- 2010: Inducted into American Classical Music Hall of Fame
- 2010: Recipient of the Eddie Medora King Award from The University of Texas at Austin, Sarah and Ernest Butler School of Music
- 2010: Honorary Doctor of Music from University of Hartford
- 2007: Named "Composer of the Year" by Musical America
- 2006: National Medal of Arts bestowed by the President of the United States
- 2006: Named Outstanding Classical Composer at the Detroit Music Awards
- 2006: Honorary Doctor of Music from Baldwin-Wallace College
- 2005: The recording of Bolcom's Songs of Innocence and of Experience received four Grammys for Best Classical Album, Best Choral Performance, Best Classical Contemporary Composition, and Best Producer of the Year/Classical[8]
- 2004: Honorary Doctor of Fine Arts from New School University in New York
- 2003: Recipient of the Alumnus Summa Laude Dignatus Award from the University of Washington
- 2001: Honorary Doctor of Musical Arts from New England Conservatory of Music
- 1997: The University of Michigan's Henry Russel Lectureship, awarded to a senior faculty member
- 1995: Honorary Doctor of Music from Albion College
- 1994: Honorary Doctor of Music from San Francisco Conservatory of Music
- 1993: Koussevitzky Foundation Award for Lyric Concerto for Flute and Orchestra (written for James Galway)
- 1992: Investiture in the American Academy of Arts and Letters
- 1988: The Pulitzer Prize for Music for 12 New Etudes for Piano
- 1977: The Henry Russel Award, the highest academic prize given by the University of Michigan
- 1976: Koussevitzky Foundation Award for the First Piano Quartet
- 1966: The Marc Blitzstein Award from the Academy of Arts and Letters forDynamite Tonite, an opera for actors written with Arnold Weinstein
- 1965, 1968: Two Guggenheim fellowships
- 1953: BMI award